# 7月27日 (旧暦)
旧暦7月27日は旧暦7月の27日目である。六曜は先負である。

## できごと
- 文明3年（ユリウス暦1471年8月13日） - 蓮如が越前に吉崎御坊を建てる
- 天文2年（ユリウス暦1533年8月17日） - 里見義豊が叔父の里見実堯を粛清して里見氏の実権を取り戻す（天文の内訌始まる）
- 天文5年（ユリウス暦1536年8月13日） - 天文法華の乱。法華宗と対立する延暦寺衆徒が京都の法華一揆を破り21の寺院を焼く
- 元和9年（グレゴリオ暦1623年8月23日） - 徳川家光が江戸幕府第3代将軍に就任
- 寛政10年（グレゴリオ暦1798年9月7日） - 近藤重蔵らが択捉島の最北端に「大日本惠登呂府」の標識を建立
- 明治4年（グレゴリオ暦1871年9月11日） - 民部省が大蔵省に吸収される

## 誕生日
- 明暦元年（グレゴリオ暦1655年8月28日） - 稲生若水、医学者・本草学者（+ 1715年）
- 享保4年（グレゴリオ暦1719年9月11日） - 田沼意次、江戸幕府老中（+ 1788年）
- 寛政5年（グレゴリオ暦1793年9月2日） - 松平定則、第10代伊予松山藩主（+ 1809年）
- 文政8年（グレゴリオ暦1825年9月9日） - 佐竹義堯、久保田藩主（+ 1884年）
- 天保6年（グレゴリオ暦1835年8月21日） - 橋本雅邦、日本画家（+ 1908年）
- 安政元年（閏7月）（グレゴリオ暦1854年9月19日） - 高橋是清、20代内閣総理大臣（+ 1936年）

## 忌日
- 嘉永7年（グレゴリオ暦1854年8月20日） - 不知火諾右衛門、8代横綱（* 1801年）